# Teleobjektiv

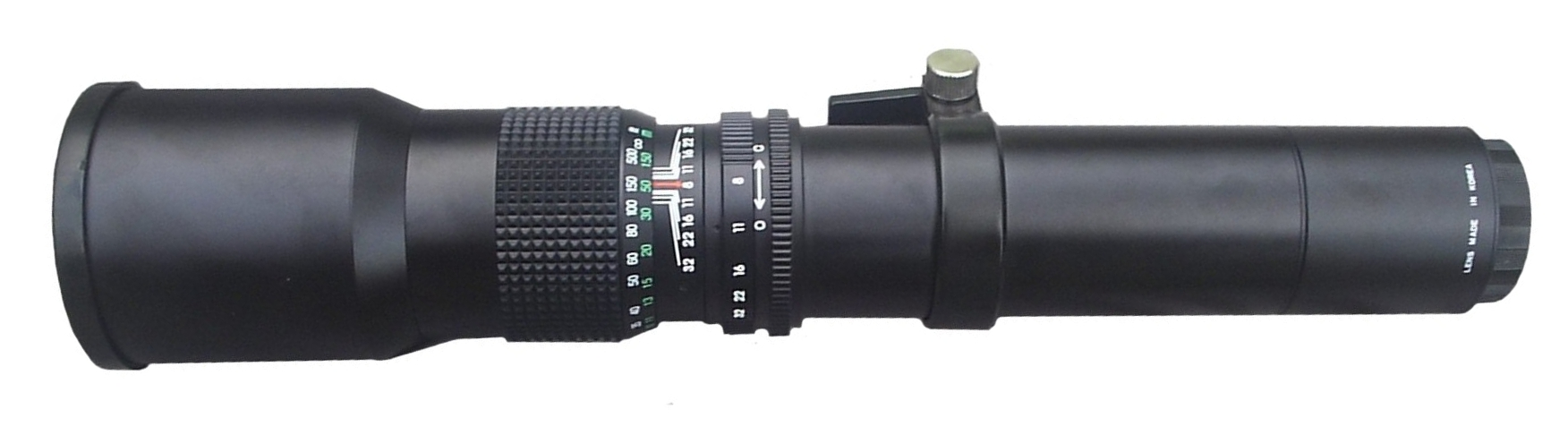
Příklad 500 mm teleobjektivu.

Teleobjektiv je fotografický objektiv s velkou ohniskovou vzdáleností. Má-li například normální objektiv pro malý formát (kinofilm, 35 mm) ohniskovou délku kolem 50 mm, bude se jako teleobjektiv označovat objektiv s ohniskovou délkou asi 100 až 500 mm, případně ještě víc. Teleobjektiv opticky "přibližuje" předmět – podobně jako dalekohled – čili vyznačuje se malým úhlem záběru a malou hloubkou ostrosti.

## Použití
Teleobjektiv s menší ohniskovou délkou (kolem 100 mm) je vhodný na fotografování portrétů, protože při ohniskových délkách běžných objektivů jsou bližší části obličeje (např. nos) neúměrně zvětšeny. Větší ohniskové délky se užívají při reportážní fotografii, fotografii divoké přírody a krajiny.
Objektivy s velmi dlouhou ohniskovou vzdáleností se používají v situacích, kdy není možné se přiblížit k fotografovanému subjektu. Příkladem může být fotografování volně žijících zvířat, ke kterým není snadné se přiblížit, nebo je to v rozporu s ochranou zvířat. Dalším typickým použitím dlouhých objektivů jsou záběry sportovních situací.

## Technika

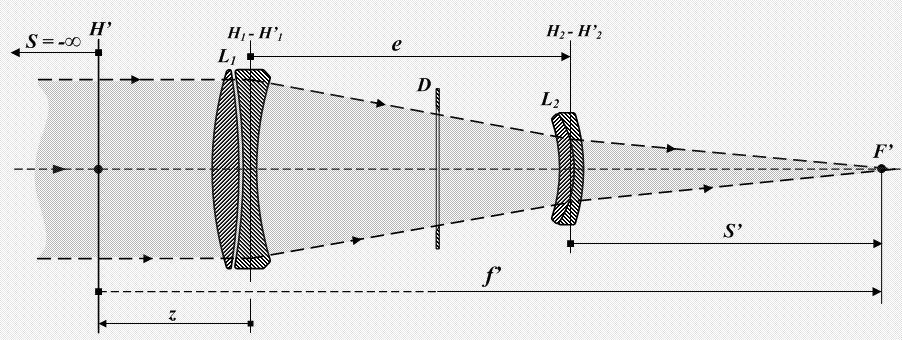
Schéma typického teleobjektivu
L1 – spojný člen, L2 – rozptylný člen, D – clona

Teleobjektiv se skládá ze dvou skupin čoček, spojné skupiny (blíže předmětu) a rozptylné skupiny, která dovoluje zmenšit konstrukční délku; teleobjektiv s ohniskovou délkou například 500 mm tak může být podstatně kratší. Podobného efektu může dosahovat transfokátor (objektiv s proměnnou ohniskovou délkou – zoom), kde se mezi těmito dvěma soustavami pohybuje ještě třetí.
Teleobjektivy s ohniskovou vzdáleností asi 200 mm (pro malý formát) bývají velmi dobré obrazové kvality, relativně kompaktní a
levné. Při vyšší úrovni světelnosti a vzrůstající ohniskové vzdálenosti objektivu se optické vady zvýrazňují. Takové teleobjektivy vyžadují speciální optické sklo s asférickými čočkami. Některé objektivy používají v konstrukci fluorid vápenatý a u řady super-teleobjektivů jsou apochromatické úpravy.

## Sportovní fotografie
V telefotografii platí stejná pravidla jako pro standardní objektivy: snímky by při „fotografování z ruky“ měly zůstat ostré při rychlosti závěrky, která je kratší než reciproční (inverzní) ohnisková vzdálenost. Tedy například při použití ohniskové vzdálenosti 200 mm použít čas závěrky 1/200 sekundy nebo kratší. Pro extrémní teleobjektivy s ohniskovou vzdáleností nad 300 mm se doporučuje v každém případě použití monopod nebo stativ. Zvláště těžké objektivy mají na objektivu svorku, na kterou se připevní stativ. Některé objektivy či fotoaparáty obsahují stabilizátor obrazu, který posunuje možnosti k delším expozičním časům.

### Srovnání různých ohniskových vzdáleností teleobjektivů

Snímky s objektivy různých ohniskových vzdáleností ze stejné pozice
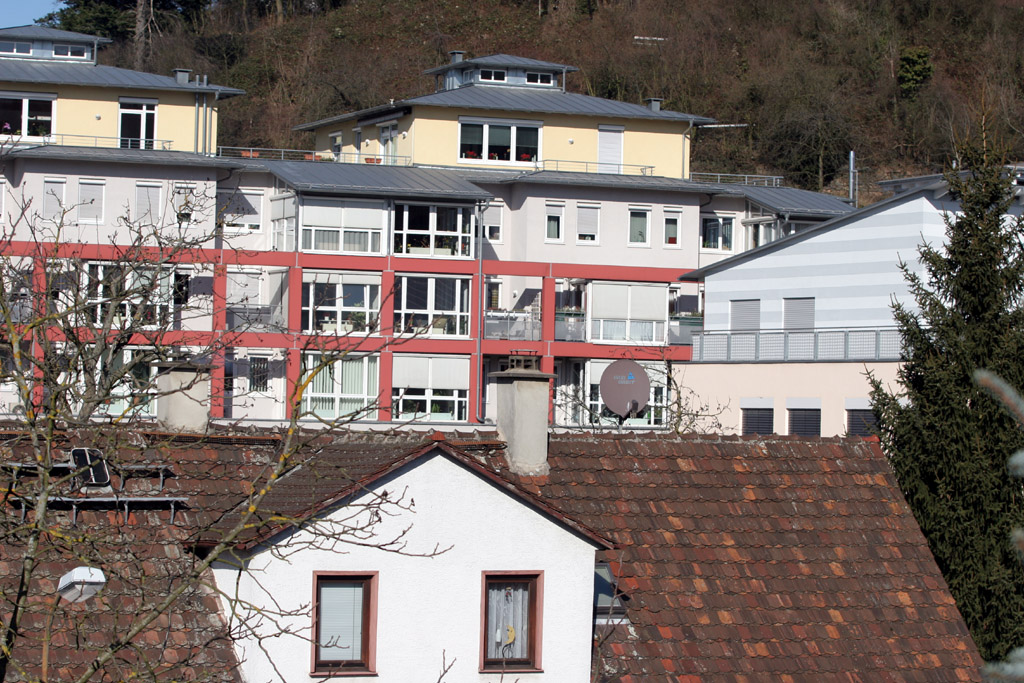
F = 70 mm
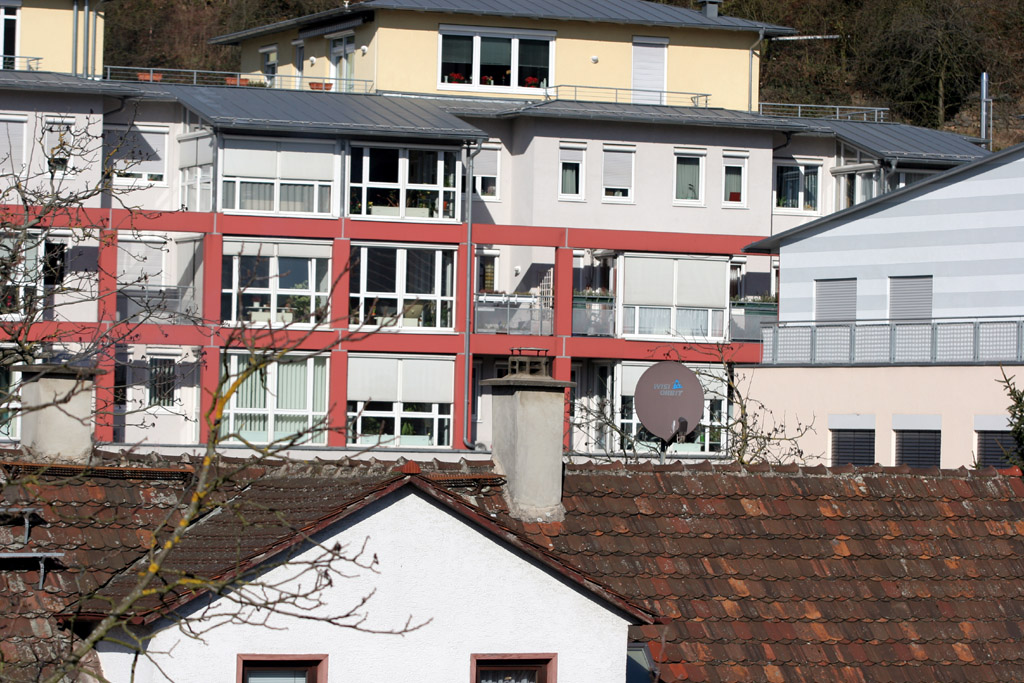
100 mm
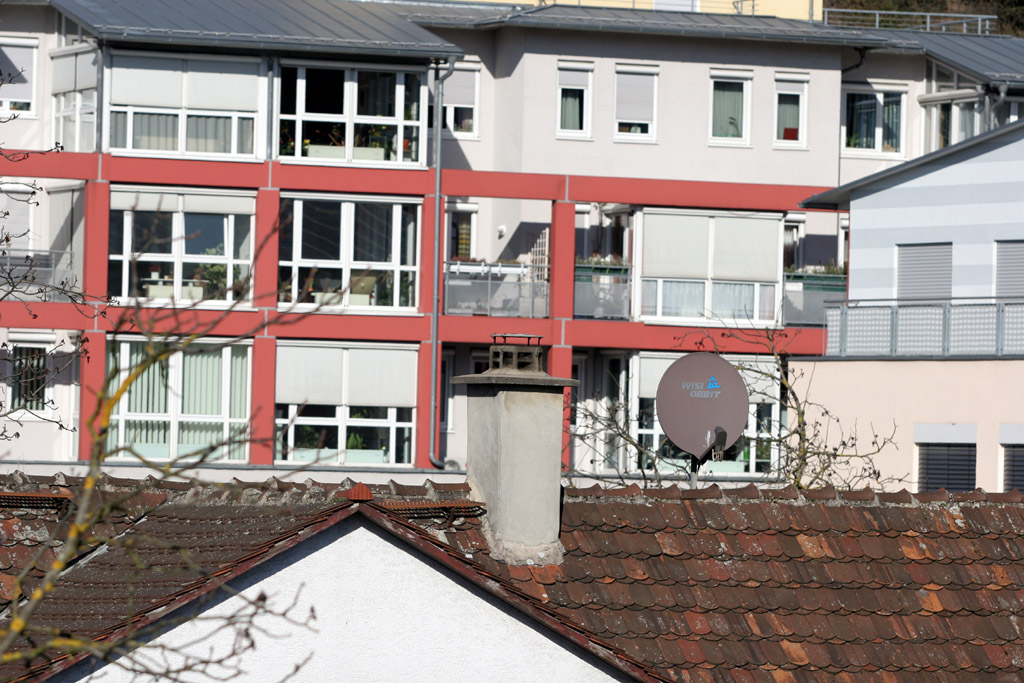
135 mm
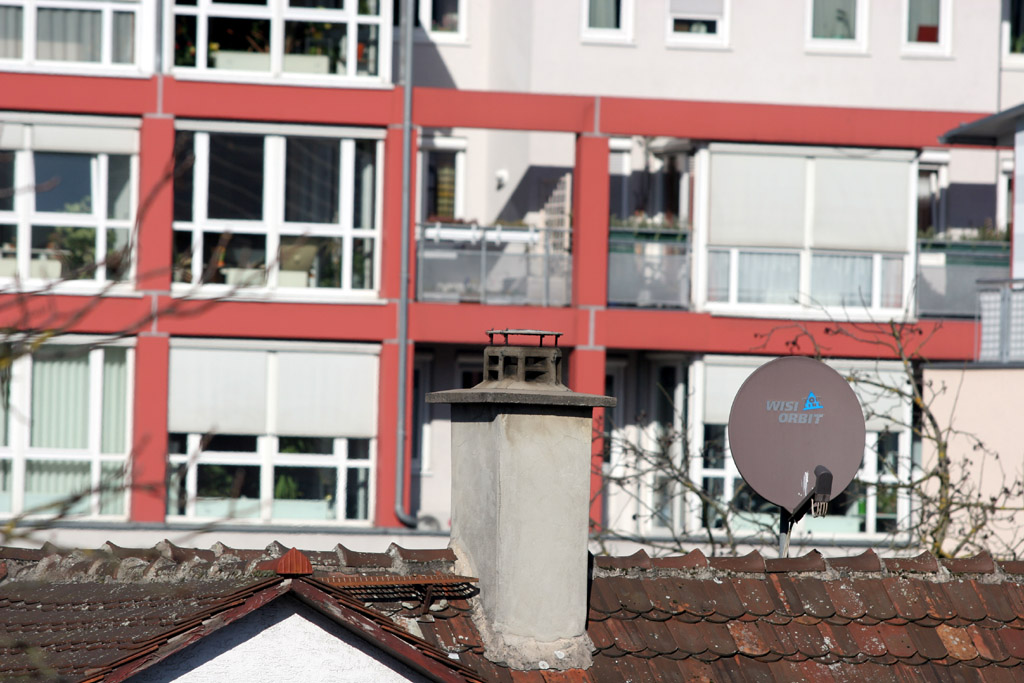
200 mm
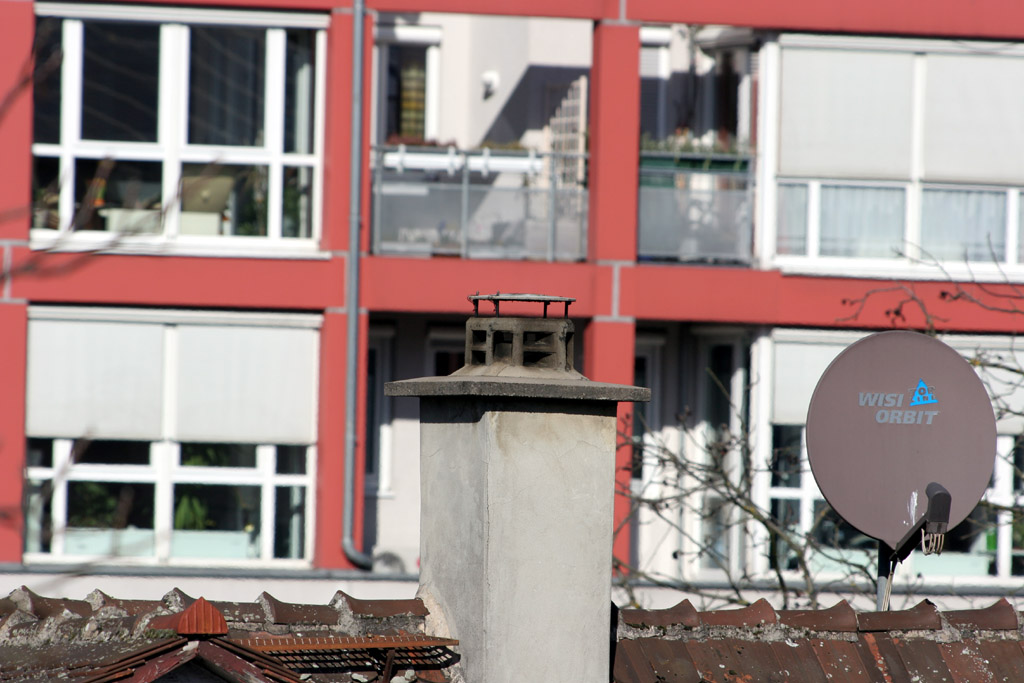
300 mm
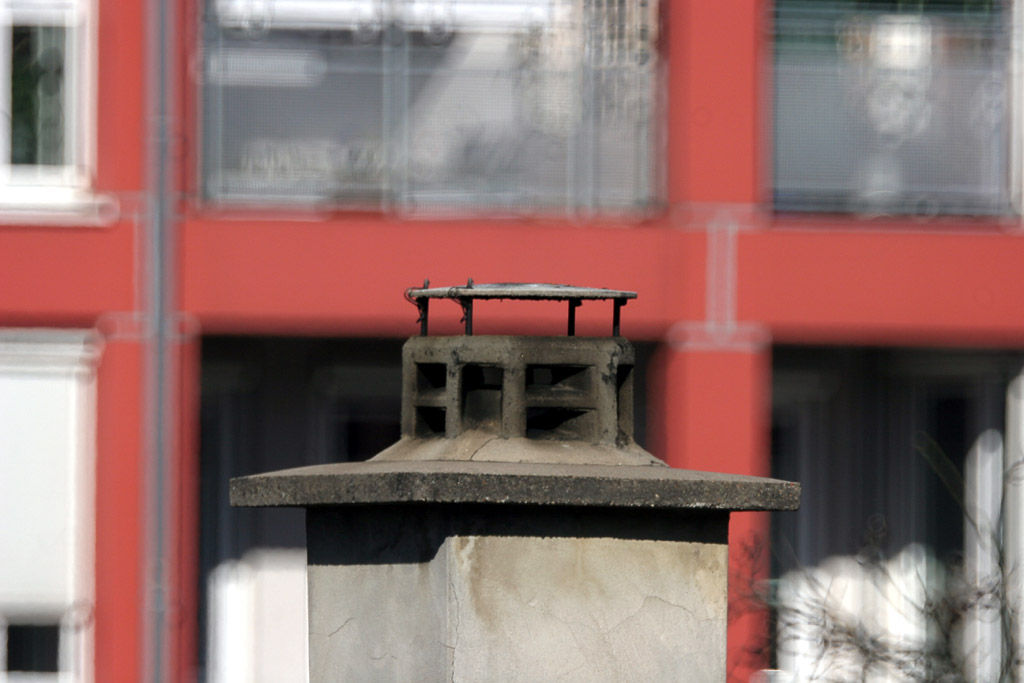
500 mm
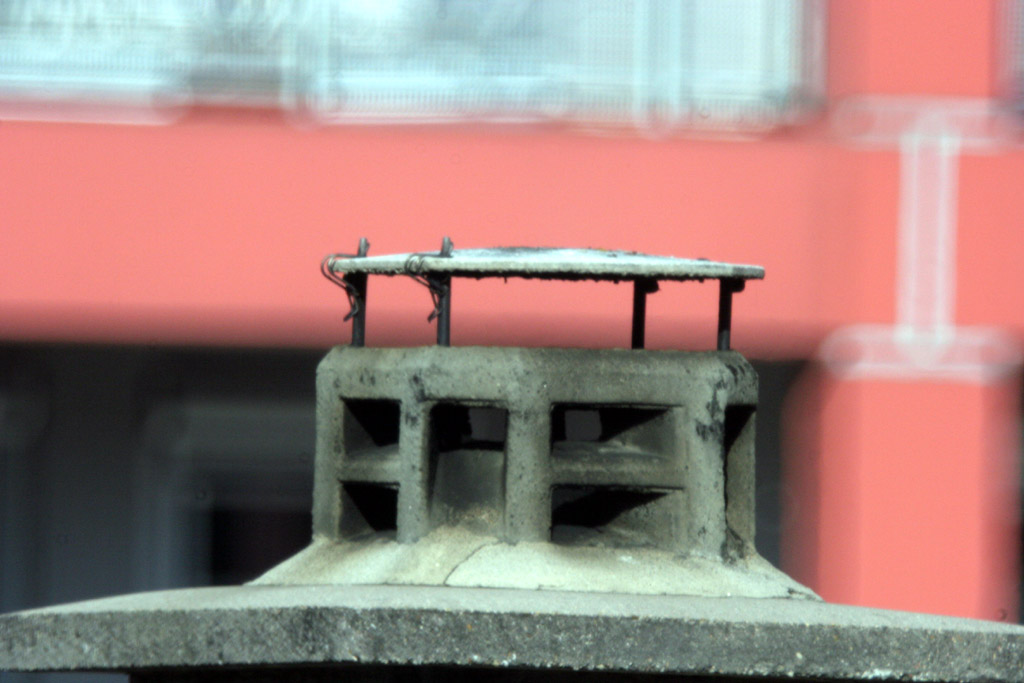
1000 mm
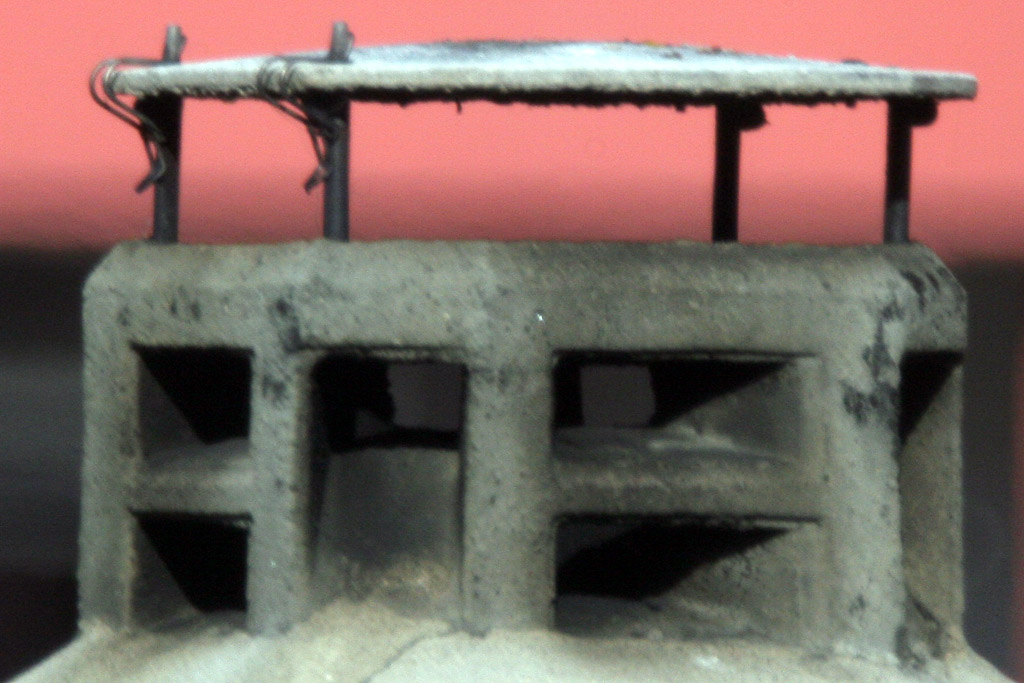
2000 mm

## Výkresy

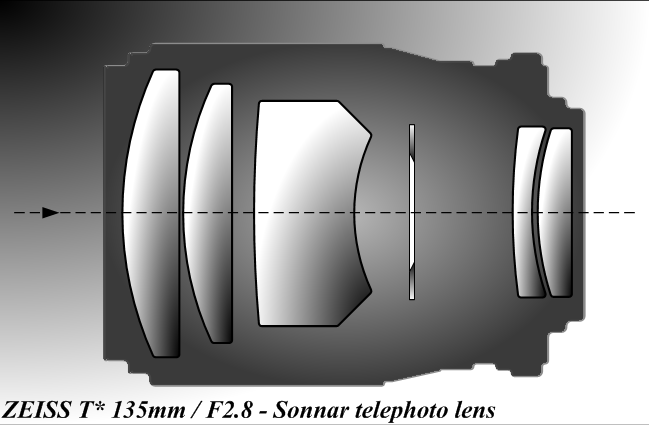
Řez 135 mm teleobjektivem
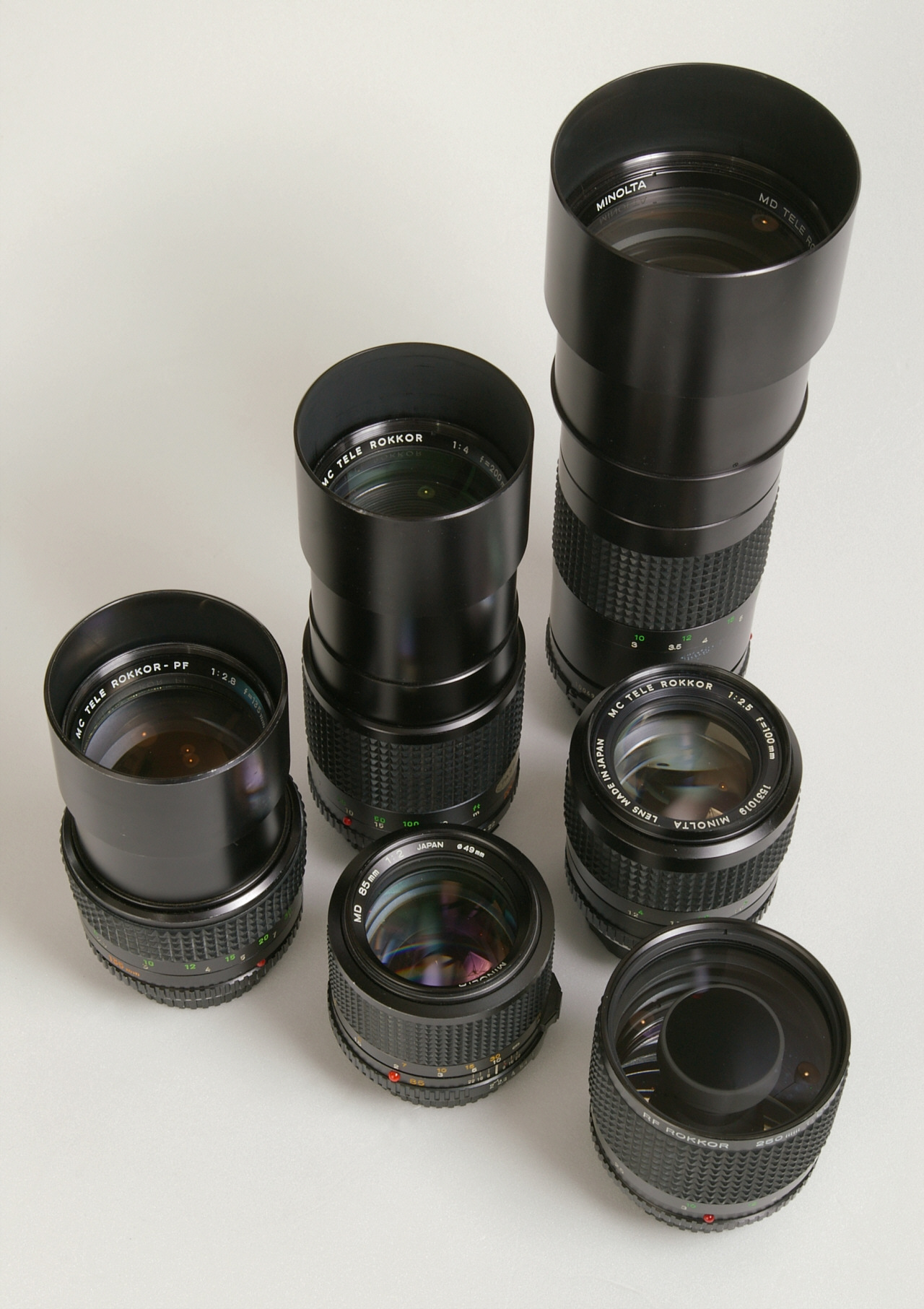
Sada výměnných teleobjektivů
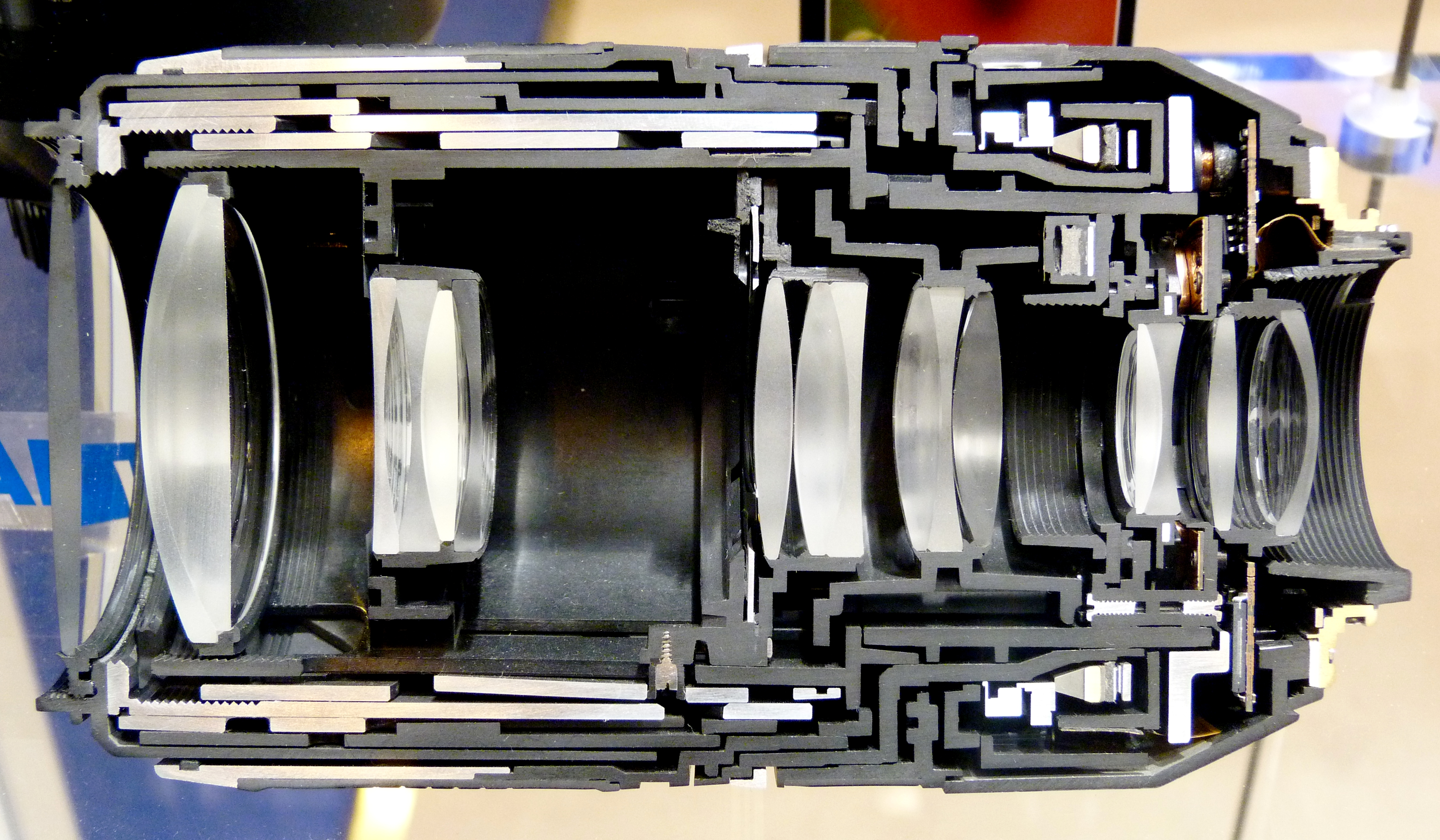
Teleobjektiv s proměnnou ohniskovou délkou (zoom)